# Dimorphocrambus
Dimorphocrambus là một chi bướm đêm thuộc họ Crambidae.